# Spielmulde
Die Spielmulden (oft auch nur verkürzt Mulden genannt) sind in Mancala-Spielen die Mulden, die zum eigentlichen Spielablauf gehören, während die Gewinnmulden, sofern überhaupt vorhanden, nur zum Aufbewahren der geschlagenen Spielsteine dienen. Die Spielmulden sind ein charakteristisches Element von Mancala-Spielen, die deshalb auch „Muldenspiele“ oder auf Englisch „Pit and Pebble Games“ (dt.: „Gruben- und Kieselstein-Spiele“) genannt werden. 
Die Spielmulden werden meist in Holzbretter geschnitzt oder, dies gilt insbesondere für nomadisierende Völker, in den Erdboden gegraben. Kinder in Madagaskar malen sie oft nur auf Papier und in Yunnan, Südchina, mit Kreide auf Beton. Die Anzahl der Spielmulden variiert, je nach Mancala-Variante, von 2 bis 160, die in einer bis sechs Reihen, manchmal auch kreisförmig angeordnet sein können. 
Die Größe der Spielmulden richtet sich nach der Anzahl und Größe der Spielsteine, die für das Spiel typisch ist. Bei den in Europa industriell gefertigten Mancala-Brettern wird oft bei der Größe der Spielmulden und Spielsteine gespart, um das Spiel billiger verkaufen zu können, was aber auch dazu führt, dass das Spiel umständlich zu handhaben ist. Traditionelle Bretter besitzen Spielmulden, die einen Durchmesser von mindestens sechs Zentimeter haben.
Die Form der Spielmulden ist meist kreisrund, manchmal auch quadratisch. In Bao La Kiswahili, dem Nationalspiel der Swahili-sprechenden Bevölkerung Ostafrikas, sind die meisten Mulden rund mit Ausnahme von zwei Mulden, die quadratisch sind und eine besondere Funktion besitzen.
Die symbolische Bedeutung der Spielmulden ist vielfältig. 
Da viele Mancala-Varianten zwölf Spielmulden verwenden, wurde behauptet, dass die Mulden die Monate des Jahreslaufs bedeuten, quasi ein kosmologisches Symbol darstellen.
Bei Space Walk, einer modernen Mancala-Variante, bedeuten die Mulden Planeten.
Weiteren Aufschluss geben die Namen der Spielmulden in einzelnen Varianten:
| Spiel            | Herkunft (Volk)                              | Bezeichnung für „Spielmulde“              | Übersetzung                              |
| ---------------- | -------------------------------------------- | ----------------------------------------- | ---------------------------------------- |
| Andada           | Eritrea (Kunama)                             | ita                                       | Haus                                     |
| Anywoli          | Äthiopien, Sudan (Anuak)                     | oto (Pl.: udi)                            | Haus                                     |
| Bao La Kimasai   | Tansania (Massai)                            | enkang (Pl.: inkang'ite)                  | Einzäunung für Vieh                      |
| Bao La Kiswahili | Ostafrika (Bajun, Swahili)                   | nyumba (runde M.); miji (quadratische M.) | Haus (runde M.); Stadt (quadratische M.) |
| Bulto            | Äthiopien (Borana)                           | mona                                      | Pferch                                   |
| Imbelece         | Kongo (Genya)                                | moseka                                    | Mädchen                                  |
| Songo ewondo     | Kamerun, Gabun (Ekang)                       | nda                                       | Haus                                     |
| Toguz Korgool    | Zentralasien (Kasachen, Kirgisen, Turkmenen) | uj                                        | Kuh                                      |
| Um ed-Dyar       | Mali (Hassaniya)                             | dar (Pl.: dyar)                           | bewohnter Ort                            |
| Vai lung thlan   | Indien (Mizo)                                | thlan                                     | Grab                                     |

Die Spielmulden müssen von den Cup Marks abgegrenzt werden, Petroglyphen, die in Felswände und Gebäuden eingraviert wurden, z. B. in der Sahara, in Ägypten, im Nahen Osten, auf Zypern und Sri Lanka. Die Bedeutung von Cup Marks und ihre Beziehung zu Mancala-Spielen ist unklar.